# The Truth About Love Tour
A The Truth About Love Tour Pink amerikai énekesnő hatodik turnéja. A koncertekkel The Truth About Love című albumát népszerűsíti a világ körül. A turné, több, mint 50 millió bevételt hozott, eddig.

## Nyitó Produkciók
- The Kin
- The Hives
- Walk the Moon
- Chruchill
- Youngblood Hawke
- The Preatures
- Spiderbait
- City and Colour
- New Politics